# Le Vert-Pré
Le Vert-Pré est un hameau de la commune du Robert en Martinique, il en est distant du centre ville de 4.6 kilomètres. Le hameau est peuplé d'environ 6 000 habitants nommés verpréens, et est situé à une altitude de 310 mètres.
Durant l'hivernage la température peut descendre jusqu'à 19° la nuit et au matin. Le Vert-Pré conserve son caractère rural. On y cultive la banane. Historiquement on y cultivait notamment la canne à sucre et l'ananas. Il existait également la distillerie Morinière. De nos jours est toujours présente au Vert-Pré l'usine de la SNYL (Yoplait,…).

## Quartiers
Le Vert-Pré se divise en plusieurs quartiers nommés : Café, La Digue, Morne Galbas, Chère-Épice, Galette, L'Heureux, Cannelle, Boutaud, Providence, Zabeth, Mignot, Bois Désir, Brice, Sabine, L'Hermitage, Ste-Croix et Bois Neuf.

## Vie du hameau

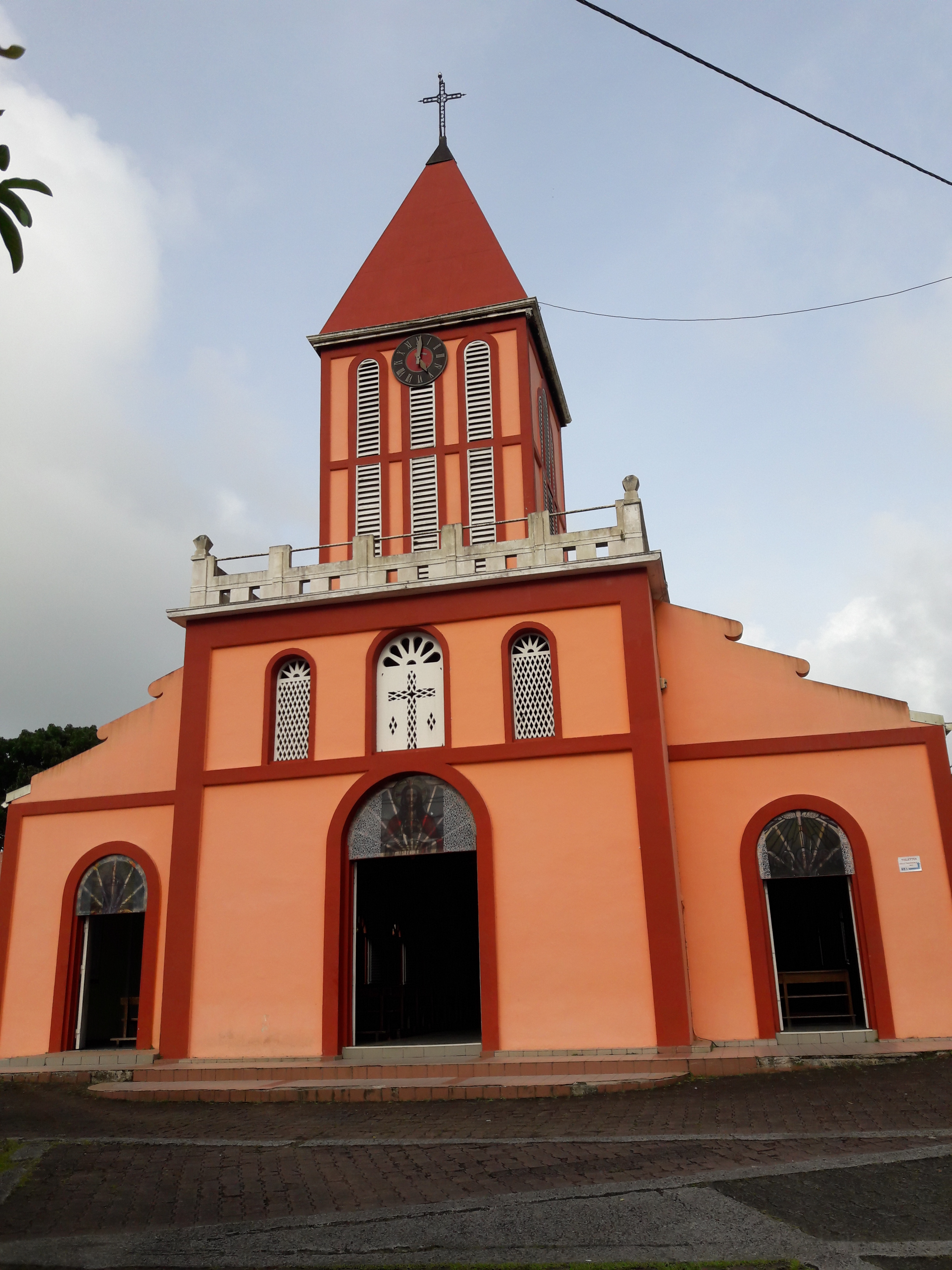
L'église Sainte Jeanne d'Arc.

- Services : un petit marché couvert, des commerces de proximité, la poste et un bureau d'état-civil, une pharmacie, une station service, un coiffeur, des médecins, des infirmiers libéraux, une auto-école.
- Écoles : une école maternelle, une école primaire et un collège Constant Le Ray.
- Lieux de culte : une paroisse (église Sainte Jeanne d'Arc), un temple adventiste, un temple évangélique et cimetière[3].
- Loisirs : un terrain de foot homologué, un centre pour les cybernautes, une salle de spectacle[4] et une salle de sport.

## Histoire
À la fin du XVIIIe siècle, le capitaine Vert-Pré donne son nom au hameau alors qu'un lieu couvert de bois, difficilement accessible. Dû à son altitude, le village est fortifié par les militaires.
En 1920, Constant Le Ray (1878-1957), un breton, est nommé instituteur au Vert-Pré où il restera toute sa vie. Le Vert-Pré est alors un village mal famé, les crimes y sont fréquents et le taux de scolarisation très bas. L'école comprend 105 élèves répartis en deux classes où les enfants ne restent que jusqu'à 10 ans, moment où ils doivent travailler auprès de leurs parents. Il réussit à convaincre de l'importance de leur scolarité et à augmenter le nombre d'enfants obtenant le certificat d'études primaires. 
En 1930, Monsieur Morinière, qui a construit une distillerie au Vert-Pré (ses ruines sont encore visibles dans le "terrain des ananas"), Constant Le Ray, l'instituteur, et Monsieur Maignan, propriétaire des terres où se dresse aujourd'hui l'église Sainte-Jeanne-d'Arc, décident de construire une église pour remplacer la petite chapelle existante. Maignan cède gratuitement le terrain, Morinière fournit les terrassiers et la charpente en fer et Leray prépare l'accès avec ses élèves du CM2. La construction de l'église s'est faite par la solidarité des villageois qui ont fourni les pierres issues de chaque quartier. Les travaux ont pu ainsi avancer pour se terminer en 1934. L'Abbé Aulra a alors pu commencer ses messes. À la fin des années 1930, des maisons commencent à se bâtir autour de l'église, le quartier se peuple et les routes s'améliorent.
En 1935, à la retraite de l'instituteur Constant Le Ray, l'école compte 425 élèves et 7 classes. Le Ray s'investit alors au niveau politique pour le développement du village. Il obtient l'électrification et l'asphaltage des rues, la distribution d'eau potable, la construction d'un cimetière, l'établissement d'un dispensaire, la création d'un bureau d'état civil, d'une cantine scolaire. Des commerces ouvrent alors : une boulangerie, une boucherie, un magasin de tissu et quelque épiceries.
En 1941, Constant Le Ray crée un livre d'or, regroupant les pensées et signatures de nombreux gens illustres dont Théodore Roosevelt qui déclara en 1916 : 
« S'il fallait, dans le monde entier, choisir le coin privilégié pour fixer le Paradis Terrestre, je voterais pour que ce soit Le Vert-Pré. ».
Depuis, sont venus signer entre autres, Jacques Chirac alors Premier Ministre et Christian Bonnet alors Ministre de l'Agriculture en 1975 et Valéry Giscard d'Estaing alors Président de la République en 1980.
En 1978, le Collège du Vert-Pré prit le nom de Constant Le Ray en son honneur.

## Personnalités liées au Vert-Pré
- Jean-Philippe Marthély (chanteur, groupe Kassav')[9]
- Crémil Battery (chanteur)[10].

## Sports
- L'AC Vert-Pré, Club de football est la principale association sportive de ce hameau de la commune du Robert.

Équipement sportif :
- Stade Léon Duchamps